# Excellence Award
Az Excellence Award a Locarnói Nemzetközi Filmfesztivál díja, mellyel azokat a nemzetközi színészeket és színésznőket kívánják elismerésben részesíteni, akik kiemelkedő tehetségükkel és teljesítményükkel a filmművészethez jelentősen hozzájárultak. Első alkalommal 2004-ben adták át a díjat.

## Díjazottak
- 2004 – Oleg Menchikov[2]
- 2005 – John Malkovich, Susan Sarandon és Vittorio Storaro
- 2006 – Willem Dafoe
- 2007 – Carmen Maura és Michel Piccoli
- 2008 – Anjelica Huston
- 2009 – Toni Servillo[3]
- 2010 – Chiara Mastroianni
- 2011 – Isabelle Huppert
- 2012 – Gael García Bernal és Charlotte Rampling
- 2013 – Christopher Lee
- 2014 – Giancarlo Giannini és Juliette Binoche
- 2015 – Edward Norton
- 2016 – Bill Pullman
- 2017 – Mathieu Kassovitz
- 2018 – Ethan Hawke
- 2019 – Szong Gangho (Song Gangho)[4]